# Labirynt (anatomia ryb)
Labirynt, narząd błędnikowy – dodatkowy narząd oddechowy umożliwiający rybom zaliczanym do błędnikowców (zwanych też labiryntowymi) oddychanie powietrzem atmosferycznym.
Labirynt jest grzbietowym rozszerzeniem (uchyłkiem) komory skrzelowej wyposażonym we własne mięśnie. Swoją nazwę zawdzięcza bardzo dużej liczbie kostnych blaszek połączonych z pierwszym łukiem skrzelowym, pokrytych cienkim, śluzowatym, silnie unaczynionym nabłonkiem zawierającym krew. Tlen pochodzący z powietrza znajdującego się w sąsiedztwie jest pochłaniany przez nabłonek. Utleniona krew przechodzi do naczyń skrzelowych wyprowadzających i jest rozprowadzana po organizmie ryby. Po wyczerpaniu zapasów tlenu powietrze jest uwalniane przez pokrywy skrzelowe.
Wszystkie ryby labiryntowe przed wykształceniem labiryntu korzystają ze skrzeli.
Analogiczną funkcję u ryb długowąsowatych pełni – różniący się budową i umiejscowieniem – narząd nadskrzelowy.